# 勲等
勲等（くんとう）とは、勲功に対して授与されたものである。日本においては律令制度ができた当時は勲位（くんい）と称し、勲一等以下勲十二等までの12等級あった。また、位階勲等という様に叙勲は位階に応じて行われた。
以下、日本の勲等について詳述する。

## 概要
勲位の相当は次の通りである。勲一等（正三位に相当）・勲二等（従三位）・勲三等（正四位）・勲四等（従四位）・勲五等（正五位）・勲六等（従五位）以上を勅授。勲七等（正六位）・勲八等（従六位）・勲九等（正七位）・勲十等（従七位）・勲十一等（正八位）・勲十二等（従八位）。
勲位は武功によって与えられ、正三位から従八位までの位階と対応するものとされていたが、実際には対応する位階よりも低い待遇（朝服は位階を持たず勲位のみの者は無位の扱い、蔭位や課役免除の適用は対応するとされた位階よりも下の位階に準じた扱いで親族への課役免除の適用が無い、勲七等以下で位階を持たない者は庶人でも任命可能な官職（牧長・牧帳・烽長・主政・主帳・大毅・少毅）にしか就けない、位封・位田・位禄・資人の制度が無い）に留まり、位階が初位もしくは無位の者が勲位を持つことで任官に若干有利になる程度のメリットしかなかったとされている。勿論、位階を与えられている者が少ない地方社会では一定の意味合いを有し（牧長以下の官職はいずれも地方の末端の役職にあたる）、藤原仲麻呂の乱による戦功者に大量の勲位が与えられた称徳天皇の時代には待遇の改善が図られている。だが、平安時代に入ると、武功に対しては勲位ではなく外位を与える傾向が強まり、10世紀には勲位は姿を消すに至った。
勲位が事実上消滅した平安時代以降江戸時代に至るまで、もっぱら官位即ち位階と官職が公家や武家の身分制の中で活用された。
明治時代に入り1875年（明治8年）に太政官布告に基づく勲等・賞牌（賞牌は翌年勲章に改称）の制度ができ、勲章の等級として勲等（勲一等から勲八等まで）が制定され、翌1876年（明治9年）には詔書に基づく大勲位が最上位の勲等として制定された。勲章の授与にあたっては、まず相応の勲等に叙した上（叙勲）で勲等に相当する勲章が贈られることとされた（授章）。さらに1890年（明治23年）に金鵄勲章が制定されると、勲等の他に軍人に対して授与される「功級」も創設された。
戦後、金鵄勲章が廃止され、あわせて通常の叙勲（現職官吏等への叙勲）もしばらく停止されたことから、昭和30年代まで生前叙勲は行われなかった。池田勇人内閣の時に戦後初めて勲章制度の運用が復活したうえで今日に至る。
なお、勲等に叙す慣習がなくなった今日でも勲等を詐称することは、位階・学位その他法令に定めた称号、あるいは外国においてそれらに準ずるものを含めて軽犯罪法第1条15号において違法とされ、違反した場合には拘留又は科料に処せられる。
2003年（平成15年）11月3日以降、日本の勲章の官民格差是正と多角的な観点を求める声に基づいて太政官布告が改正され、大勲位以外の数字で表現する等級としての勲等は廃止された（ただし改正後の太政官布告の条文にも引き続き「勲等」の文言があり、表記ができなくなっただけで概念としては残っている）。勲等の廃止においては与党の一部から反対も出たが、今後どの様な栄典制度となるかについては、官民格差是正や栄典法制定問題などがある中で現在のところは不透明な情勢にある。
当該制度改正により、日本で勲等の授与（叙勲）という行為が適用されなくなった後も、政府は勲章の授与（授章）について授章のみならず「叙勲」の表現も用いている（たとえば、官報の叙位叙勲欄は叙位授章欄などへ変更されずにそのままの名称である）。これは、旧制度で明確に分けられていた「勲等」と「勲章」について新制度で「勲等」が完全廃止されて純粋に「勲章」のみとなった訳ではないことを意味している。制度改正により新制度下で「勲○等」の勲等を授与することはできなくなったが、太政官布告の規定上は「六級」（6つの級）という個別呼称のない概念としての勲等が引き続き存置されており新制度下の勲章はそれら個別名称を持たない6区分の勲等のいずれかに属しているものとなっているため、勲章を授ける（受ける）ことの意義の中に（明示的ではないが）事実上勲等の属性を帯びたものとなっている。今日、勲等に叙す慣例がなくなり、勲章の授与を叙勲と称することになったことで叙勲は勲章を授与すること自体を指す意味が強くなった。
肩書として位階と勲等を用いる場合、古くからの儀典の慣例として「正三位勲一等日本太郎」のように勲章を省くのが正式とされ、たとえば国会議員が死亡した場合の国会での弔詞でも、そのような勲章省略の肩書で故人を呼称したが、新制度下の国会弔詞では、旧制度叙勲済の死亡者については引き続き旧勲章を省略して従来の呼称方式を用いるのに対し、新制度下で叙勲された死亡者に対しては「正三位旭日大綬章日本太郎君は多年憲政に……」のように呼称しており、この点でも新制度下の勲章は旧制度下の勲章と異なり、わずかながらでも勲等としての意味合いを含有していることが推定される。

## 勲位
- 勲一等
- 勲二等
- 勲三等
- 勲四等
- 勲五等
- 勲六等
- 勲七等
- 勲八等
- 勲九等
- 勲十等
- 勲十一等
- 勲十二等

## 勲等
- 大勲位
- 勲一等
- 勲二等
- 勲三等
- 勲四等
- 勲五等
- 勲六等
- 勲七等
- 勲八等

## 栄典（特に勲等）に関連する法令
- 金銀木盃金円賜与手続（明治16年太政官布告第17号）
- 宝冠章及大勲位菊花章頸飾ニ関スル件（明治21年勅令第1号）
- 故元帥陸軍大将大勲位功三級彰仁親王国葬ノ件（明治36年勅令第16号）
- 勲章褫奪令施行細則（明治41年閣令第2号）
- 皇族身位令（明治43年皇室令第2号）
- 故大勲位李太王国葬ノ件（大正8年勅令第9号）
- 皇室儀制令（大正15年皇室令第7号）
- 大東亜戦争文官死没者賞賜内規（昭和20年3月9日裁定）
- 位、勲章等ノ返上ノ請願ニ関スル件（昭和20年勅令第699号）
- 官吏任用叙級令施行に伴ふ官吏に対する叙位及び叙勲並びに貴族院及び衆議院の議長、副議長、議員又は市町村長及び市町村助役に対する叙勲の取扱に関する件（昭和21年5月3日閣議決定）
- 軽犯罪法（昭和23年法律39号）
- 生存者に対する叙勲の取扱に関する件（昭和28年9月18日閣議決定）
- 生存者叙勲の開始について（昭和38年7月12日閣議決定）
- 勲章、記章、褒章等の授与及び伝達式例（昭和38年7月12日閣議決定）
- 生存者叙勲の開始について（昭和三十八年七月十二日閣議決定）第二項に基づく叙勲基準について（昭和39年4月21日閣議決定）
- 勲章等着用規程（昭和39年総理府告示第16号）
- 各種勲章及び大勲位菊花章頸飾の制式及び形状を定める内閣府令（平成15年内閣府令第54号）